# Cholena
Cholena est un prénom féminin.

## Sens et origine du prénom
- Prénom féminin d'origine nord-amérindienne[1].
- Prénom qui signifie "oiseau".

## Prénom de personnes célèbres et fréquence
- Prénom très peu usité aux États-Unis[2].
- Prénom qui semble n'avoir jamais été donné en France[3].